# Бемит
Бемит је бели минерал из групе хидроксиди алуминијума (γ-AlOOH)- хидроксид алуминијум оксида. Настаје као продукт распада нефелина. Један је од најважнијих састојака боксита у коме се јавља у виду кристала. Његова специфична тежина је γ = 3,1.